# 中国驻约旦大使馆
中华人民共和国驻约旦哈希姆王国大使馆（阿拉伯语：سفارة جمهورية الصين الشعبية لدى المملكة الأردنية الهاشمية），简称中国驻约旦大使馆，是中华人民共和国驻约旦的外交代表机构。

## 机构设置
中国驻约旦大使馆设置下列机构：
- 经商处
- 领事部